# Distretto di Vjalikaja Berastavica
Il distretto di Vjalikaja Berastavica (in bielorusso Бераставіцкі раён?) è un distretto (raën) della Bielorussia appartenente alla regione di Hrodna.